# Davide Albertario
Davide Albertario (Filighera, 16 febbraio 1846 – Carenno, 21 settembre 1902) è stato un presbitero e giornalista italiano, direttore dell'«Osservatore Cattolico», giornale che univa posizioni intransigenti in materia di fede e di rapporto tra la Chiesa e lo Stato italiano, con posizioni aperte alle nuove istanze sociali.

## Biografia
Nel 1869 venne ordinato sacerdote a Milano dall'arcivescovo Luigi Nazari di Calabiana e nello stesso anno entrò nella redazione del quotidiano L'Osservatore Cattolico, fondato cinque anni prima. Nel 1873 diventò co-direttore e co-proprietario del giornale, divenendone in breve tempo la figura preminente. In quel periodo collaborò anche alla fondazione della rivista La Scuola Cattolica. 
Nella polemica pro o anti-Rosmini, che era esplosa nel 1871, l'Albertario schierò con decisione il quotidiano milanese tra i critici del sacerdote roveretano. Nel 1876 fu però imposto al giornale di fare marcia indietro e di riconoscere di aver male interpretato il pensiero del pontefice sulla questione.
Dal suo giornale, Albertario combatté una battaglia in strenua difesa delle prerogative della Santa Sede (oltre a condurre campagne contro l'ebraismo), che gli fruttò più nemici che amici. Fu sempre difeso da papa Pio IX. Il suo successore, Leone XIII, salito al soglio pontificio nel 1878, non prestò le stesse attenzioni al quotidiano milanese del suo predecessore. I nemici di don Albertario trovarono più coraggio e in alcuni casi adirono le vie legali, trascinandolo in tribunale.
Il primo processo si tenne nel 1881: il presule fu accusato di aver sedotto una donna. Il tribunale ecclesiastico lo assolse. L'anno dopo don Albertario fu accusato di aver rotto il digiuno ecclesiastico prima di celebrare Messa. La Curia milanese lo ritenne colpevole, ma successivamente la Sacra Congregazione del Concilio lo assolse.
In quegli anni don Albertario fu protagonista di accese polemiche: attaccò il vescovo di Cremona, monsignor Geremia Bonomelli, accusandolo di assumere posizioni conciliatoriste, nonché il vescovo di Piacenza, monsignor Giovanni Battista Scalabrini. Nel 1883 una commissione nominata dalla Santa Sede impose a don Albertario una pubblica ritrattazione.

Arresto di don Davide Albertario durante i moti del 1898.

La causa legale più nota fu quella intentata dall'abate Antonio Stoppani, liberale e conciliatorista, nonché discepolo della filosofia di Antonio Rosmini. Stoppani aveva fondato un periodico su cui propagandava le proprie idee, Il Rosmini. Don Albertario aveva risposto con una rivista concorrente, la Rivista Italiana Scientifica Bibliografica, stampata ed edita dall'Osservatore.
Tra i due scoppiò la polemica. Nel gennaio 1887 Stoppani presentò presso il tribunale civile e penale di Milano una querela per ingiurie e diffamazione continuate (dal 1884). Suscitò stupore il fatto che l'abate avesse deciso di rivolgersi ad un tribunale laico invece che al tribunale ecclesiastico ambrosiano. Ma Stoppani aveva ottenuto il permesso dal vicario dell'arcidiocesi di Milano. Il processo durò pochi mesi. L'11 luglio fu emessa la sentenza di primo grado, che fu avversa all'Albertario. Don Davide e i suoi collaboratori all'Osservatore Cattolico furono condannati per ingiurie. Tutti gli imputati furono reputati responsabili dei danni morali e condannati a pagare in solido 10 000 lire allo Stoppani, e altre 4 000 lire come parte civile per le spese di giudizio.
Don Albertario fu condannato anche in appello. Per pagare le spese processuali, fu costretto a chiudere la Rivista e, con essa, altri periodici collaterali all'Osservatore (Il Popolo Cattolico e il Leonardo da Vinci).
Nel maggio 1898, dopo l'insurrezione repressa con le cannonate dal generale Bava Beccaris, fu arrestato, processato e condannato a tre anni di carcere in quanto ritenuto uno dei fomentatori: aveva scritto che la miseria era il motivo fondamentale della protesta popolare. "Il popolo vi ha chiesto pane e voi avete risposto piombo."
Fu rinchiuso nel carcere di Finalborgo (SV). L'indulto approvato il 29 dicembre 1898 abbreviò la sua detenzione: fu liberato un anno dopo, il 24 maggio 1899. Ritornò a dirigere il suo giornale, ancora su posizioni intransigenti nelle questioni di morale cattolica, opponendosi alla proposta di legge del governo Zanardelli per l'introduzione del  divorzio.
Suo allievo fu Filippo Meda, che fu il suo successore alla direzione dell'Osservatore cattolico.